# Louis-Pierre Dufay
Louis-Pierre Dufay ou Dufaÿ, né à Paris, le 19 janvier 1752 dans la paroisse Saint-Eustache et mort à une date inconnue (probablement en 1804), était un homme politique de la Révolution française, célèbre pour avoir fait partie de la délégation tricolore de la province nord de Saint-Domingue, lors de la séance de la Convention durant laquelle fut aboli l'esclavage.

## Biographie

### De la naissance à l'aube de la Révolution
Louis-Pierre Dufay naît le 19 janvier 1752 à Paris. Ses origines sociales sont inconnues car selon les moments et les personnes, les déclarations changent. Il affirme ainsi dans son contrat de mariage que son père est noble, alors qu'en 1794 il explique que celui-ci était bourgeois. Sa vie durant son enfance n'est pas connue mais il est fort probable qu'il a reçu une bonne éducation puisqu'il parlait l'espagnol et savait par cœur des vers de tragiques. Sa mère meurt en 1758. Le 28 mai 1768, Louis-Pierre, ainsi que sa sœur Suzanne Sophie, sont émancipés. Il est donc affranchi de l'autorité parentale. Après la mort de son père en 1770, il dilapide le peu d'argent laissé par celui-ci et est poursuivi pour dettes. Il réussit à échapper à ses créanciers en partant pour Saint-Domingue en 1778. Là, il change son nom en Dufaÿ de la Tour et s'engage dans l'armée.
Depuis 1778, la France est alliée aux insurgés américains contre le Royaume de Grande-Bretagne et en 1779, pour soutenir militairement les Américains, le vice-amiral Charles Henri d'Estaing embarque à Saint-Domingue des troupes dont fait partie Dufay. L'armée française échoue à reprendre la ville de Savannah. Revenu sur l'île, Dufay démissionne en 1779. Le 29 mai 1780 dans la paroisse de Grande Rivière, il épouse Catherine Thérèse Joly, veuve qui possède une sucrerie, une poterie et une caféterie. Par ce mariage, Dufay rencontre les riches colons propriétaires de sucreries. Bien que tous les biens appartiennent à sa femme, Dufay s'intéresse à la gestion de la sucrerie qui assure un revenu important au couple. 141 esclaves travaillent alors dans la sucrerie. En 1785, il revient en France. En 1788, vivant séparé de son épouse, il est arrêté le 26 février mais dès le lendemain il est libéré grâce à la caution d'un ami.

### Période révolutionnaire
En 1789, il est à Paris et il y reste jusqu'en 1791, date à laquelle il décide de repartir pour Saint-Domingue. Entretemps il s'était inscrit au Club de l'hôtel de Massiac, club composé de colons des Petites Antilles et de Saint-Domingue qui s'oppose à la Société des amis des Noirs, et au club des Jacobins à Paris. Une fois  dans l'île, il est nommé inspecteur aux frontières entre la France et l'Espagne par les commissaires nationaux Sonthonax et Rochambeau. Cependant, lorsque l'Espagne déclare la guerre en janvier 1793, il a déjà quitté ce poste et travaille au greffe du tribunal du Cap. Le 22 septembre 1793, Il est élu député par la province du Nord de Saint-Domingue à la Convention. Revenu à Paris, il est emprisonné à la suite des manœuvres de ses créanciers et surtout des meouevre  deses colons esclavagistes présents en France. Il est rapidement libéré. Après avoir été Jacobin, il a rejoint les rangs des Montagnards et en tant que député, il soutient, en 1794, l'abolition de l'esclavage au nom des principes de la République et prononce un discours en ce sens le 4 février 1794 (16 pluviôse an II). De plus il explique que cet affranchissement ne nuira pas à la prospérité économique de l'île et des marchands qui commercent avec celle-ci. Toutes ces choses il les répète le 23 avril 1794 dans une lettre secrète à Maximilien Robespierre, pleine de louanges pour l'Incorruptible, et que Mills et Belley ont co-signée, en souvenir de sa fermeté passée face aux limites du décret du 15 mai 1791. Mais à la différence de Belley il reniera après Thermidor ces propos élogieux, glofifiera l'oeuvre coloniale de la Gironde et présentera Robespierre comme un esclavagiste proche dees colons. Ses activités de député ne l'empêchent pas de mener des affaires commerciales et il achète à crédit plusieurs propriétés (1 à Montrouge et 2 à Saint-Domingue). Le 4 brumaire an IV, il entre Conseil des Cinq-Cents où il siège jusqu'au 1er prairial an VI (20 mai 1798). Il y fait adopter, le 13 frimaire an V, un amendement relatif aux secours à accorder aux déportés et réfugiés, y demande la discussion du projet sur la division des colonies et y expose, le 17 brumaire an VI, la nécessité de « fructidoriser » les colonies[réf. nécessaire]. Par la suite, il a un poste d'inspecteur de la Poste aux lettres à Amiens mais il ne semble pas s'y être jamais rendu.

### Fin de vie
De retour à Saint-Domingue, il s'installe comme propriétaire mais d'importants soucis financiers l'empêchent de concrétiser ses achats de terres. Il revient alors en métropole. Après la défaite de Toussaint Louverture en 1802, l'île qui a été le théâtre de nombreux combats semble pacifiée et en 1803, Dufay est au Havre et embarque pour Le Cap. Cependant, la politique impériale, favorable au rétablissement de l'esclavage pousse les habitants à reprendre les armes. Le corps expéditionnaire français décimé par la fièvre jaune au cours de l'année 1802, ne peut lutter contre les insurgés et en 1803 les indépendantistes prennent le pouvoir sur l'île. Dufay prête allégeance à Jean-Jacques Dessalines, futur empereur d'Haïti mais cela n'empêche pas qu'il soit probablement assassiné en 1804 avec les autres Blancs encore présents sur l'île.